# Protoptila palina
Protoptila palina är en nattsländeart som beskrevs av Ross 1941. Protoptila palina ingår i släktet Protoptila och familjen stenhusnattsländor. Inga underarter finns listade i Catalogue of Life.